# Irwindale (Kalifornija)
Irwindale je grad u američkoj saveznoj državi Kalifornija. Prema popisu stanovništva iz 2010. u njemu je živjelo 1.422 stanovnika.